# Christian Arming
Christian Arming est un chef d'orchestre autrichien, né en 1971 à Vienne. Nommé en 2003 par Seiji Ozawa, chef honoraire depuis 1999, à la tête du nouvel orchestre philharmonique du Japon de Tokyo, il conduit également, comme directeur musical l'Orchestre philharmonique royal de Liège (OPRL) en Belgique de septembre 2011 à juin 2019.

## Biographie
Né en 1971 à Vienne, Christian Arming grandira d'abord à Hambourg jusqu'à l'âge de 7 ans, puis à Vienne où son père est longtemps membre de la Présidence de la Deutsche Grammophon Gesellschaft et suivra les cours du Conservatoire de Vienne. Disciple de Leopold Hager directeur du Volksoper de Vienne, il va étroitement collaborer, de 1992 à 1998, avec Seiji Ozawa et dirige l’Orchestre symphonique de Boston à Tanglewood et le Nouvel orchestre philharmonique du Japon à Tokyo fondé en 1972 par Seiji Ozawa.
En 1995, à l'âge de 24 ans, Christian Arming est le plus jeune chef nommé à la tête de l’Orchestre Philharmonique Janáček d’Ostrava, ce de 1995 à 2002. 
Il est devient ensuite directeur musical de l’Orchestre symphonique de Lucerne de 2001 à 2004.
Dès 2003, il va conduire le Nouvel orchestre philharmonique du Japon (Tokyo), où il succède à Seiji Ozawa.  
Depuis le 1er septembre 2011, démontrant une grande connaissance de la musique slave, il est engagé à la tête de l'Orchestre philharmonique royal de Liège (OPRL).
En mai 2013, il célèbrera le bicentenaire de la naissance de Wagner, en interprétant le Ring sans paroles. Il est engagé jusqu'en 2019.

## Chef invité
Chef invité de l'Orchestre Philharmonique de Munich, du Staatskapelle de Dresde, du Staatskapelle de Weimar, de l'Orchestre symphonique de Vienne, de la Camerata Salzburg, du Stuttgart Radio Symphony Orchestra, de l'Orchestre du Capitole de Toulouse et de l'Orchestre symphonique de Vancouver. En mai 2008, il a été accueilli comme chef invité au Festival de musique du Printemps de Prague.

## Discographie
Il a notamment enregistré des œuvres de Brahms, Beethoven, Mahler, Janáček, Schmidt,  César Franck, Gouvy à Liège.